# Gustavo Clarão
Carlos Gustavo Coutinho da Silva (São Gonçalo, 30 de junho de 1970), conhecido como Gustavo Clarão, é um cantor, cavaquinista, compositor de samba-enredo e dirigente de carnaval brasileiro. Também é conhecido como simplesmente Clarão. Formado em Medicina, também já foi jogador de futebol.
É autor de mais de vinte sambas para escolas de samba do Rio de Janeiro e de São Paulo, sendo oito deles na Viradouro, escola em que foi presidente até 2017. Atualmente reside em Orlando, faz shows em todo território americano.
Além do samba-enredo, na década de 90 ficou conhecido no eixo Rio-Niterói pelo grupo de pagode Clarão da Lua, do qual era cantor e cavaquinista. Foram 3 cd´s gravados, músicas nas rádios e casas lotadas por onde o grupo passou. Daí veio o seu nome artístico.[carece de fontes?]

## Biografia
Filho e neto de compositores, aprendeu a tocar violão e cavaquinho aos 8 anos de idade por influência das serestas realizadas em sua casa. Estreou como compositor de sambas de enredo na Estácio, em 1989. Em 1997, foi para a Viradouro, a convite de Dominguinhos do Estácio, para tocar cavaquinho. No ano seguinte, em 1998, ganhou o seu primeiro samba na escola.
Entre 1998 e 2003, esteve sempre na parceria vencedora dos sambas concorrentes da Viradouro, sempre assinando apenas como Gustavo, e tendo Gilberto Gomes como membro da parceria. Em 2004, a escola não realizou concurso, reeditanto um samba antigo da Estácio. Em 2005, já acrescentando mais uma letra "T" a seu nome artístico, a parceria liderada por Gusttavo venceu novamente o concurso da escola.
Com um intervalo de um ano, a parceria venceu novamente em 2007, no enredo "A Viradouro vira o jogo". Porém, a partir de 2008, não mais concorreu na escola por divergências com a administração. No mesmo ano, foi homenageado pela Unidos da Região Oceânica, com o enredo "Gusttavo, um Clarão no Samba de Niterói", com seu sobrinho Claudinho Mattos sendo um dos compositores do samba campeão.
Em 2009, venceu a disputa de samba-enredo da Mangueira. Além disso, levou o Estandarte de Ouro de samba-enredo.
No ano de 2010, após o rebaixamento e posterior renúncia do Marco Lira, Gusttavo Clarão concorreu à presidência da Viradouro para um mandato-tampão de apenas 1 ano e derrotou a chapa opositora por 644 a 175 votos. No ano de 2011 novas eleições na Viradouro aconteceram para um mandato de 3 anos e Gusttavo Clarão foi aclamado por uma eleição sem chapas opositoras.
Em 20 de abril de 2017, foi sucedido na presidência da Viradouro por Marcelinho Calil. Em 2021 foi um dos compositores do samba campeão da Acadêmicos do Grande Rio para o ano de 2022, ao lado de nomes como Arlindo Neto.

## Composições
Abaixo, os sambas de enredo compostos por Gustavo Clarão.
| Legenda: N Campeã do carnaval |

| Ano  | Divisão      | Escola de samba       | Samba-enredo | Ref.   |
| ---- | ------------ | --------------------- | --- | ------ |
| 1989 | Especial RJ  | Estácio de Sá         | Um, Dois, Feijão com Arroz | [ 2 ]  |
| 1993 | Especial RJ  | Mangueira             | Dessa Fruta Eu Como Até o Caroço | [ 7 ]  |
| 1998 | Especial RJ  | Viradouro             | Orfeu, o Negro do Carnaval |        |
| 1999 | Especial RJ  | Viradouro             | Anita Garibaldi - Heroína das Sete Magias                                                                                             |        |
| 2000 | Especial RJ  | Viradouro             | Brasil: Visões de Paraísos e Infernos                                                                                                 |        |
| 2001 | Especial RJ  | Viradouro             | Os Sete Pecados Capitais |        |
| 2002 | Especial RJ  | Viradouro             | Viradouro, Vira-Mundo, Rei do Mundo                                                                                                   |        |
| 2003 | Especial RJ  | Viradouro             | A Viradouro Canta e Conta Bibi, Uma Homenagem ao Teatro Brasileiro                                                                    |        |
| 2005 | Especial RJ  | Viradouro             | A Viradouro É Só Sorriso! |        |
| 2007 | Especial RJ  | Viradouro             | A Viradouro Vira o Jogo |        |
| 2009 | Especial RJ  | Mangueira             | A Mangueira traz os Brasis do Brasil mostrando a formação do povo brasileiro                                                          |        |
| 2010 | Grupo A (RJ) | Estácio de Sá         | Deixa Falar, a Estácio é isso aí. Eu visto esse manto e vou por aí                                                                    |        |
| 2016 | Especial RJ  | Unidos da Tijuca      | Semeando sorriso, a Tijuca festeja o solo sagrado                                                                                     |        |
| 2017 | Especial RJ  | União da Ilha         | Nzara Ndembu - Glória ao senhor tempo                                                                                                 |        |
| 2022 | Especial RJ  | Grande Rio            | Fala, Majeté! Sete Chaves de Exu |        |
| 2023 | Especial RJ  | Grande Rio            | Ô Zeca, o pagode onde é que é? Andei descalço, carroça e trem, procurando por Xerém, pra te ver, pra te abraçar, pra beber e batucar! |        |
| 2023 | Especial RJ  | Paraíso do Tuiuti     | Mogangueiro da Cara Preta |        |
| 2023 | Especial SP  | Império de Casa Verde | Império dos Tambores – Um Brasil Afromusical                                                                                          |        |
| 2024 | Especial RJ  | Porto da Pedra        | Lunário Perpétuo - A profética do saber popular                                                                                       |        |
| 2024 | Especial SP  | Império de Casa Verde | Fafá - A Cabocla Mística em Rituais da Floresta                                                                                       |        |
| 2025 | Especial SP  | Império de Casa Verde | Contando Contos: Reinos da Literatura                                                                                                 |        |
| 2025 | Série Ouro   | Porto da Pedra        | A História que a Borracha do Tempo Não Apagou                                                                                         | [ 8 ]  |
| 2025 | Especial RJ  | Paraíso do Tuiuti     | Quem Tem Medo de Xica Manicongo? | [ 9 ]  |
| 2025 | Especial RJ  | Unidos da Tijuca      | Logun-Edé - Santo Menino que Velho Respeita                                                                                           | [ 10 ] |
| 2026 | Especial RJ  | Paraíso do Tuiuti     | Lonã Ifá Lukumi | [ 11 ] |

## Premiações
- Estandarte de Ouro

1. 2009 - Melhor samba-enredo ("A Mangueira Traz os Brasis do Brasil Mostrando a Formação do Povo Brasileiro") [12]
2. 2023 - Melhor samba-enredo (Paraíso do Tuiuti - "Mogangueiro da Cara Preta") [13]

- Estrela do Carnaval

1. 2009 - Melhor samba-enredo ("A Mangueira Traz os Brasis do Brasil Mostrando a Formação do Povo Brasileiro") [14]
2. 2022 - Melhor samba-enredo (Grande Rio - "Fala, Majeté! Sete Chaves de Exu") [15]
3. 2023 - Melhor samba-enredo (Império de Casa Verde - "Império dos Tambores – Um Brasil Afromusical") [16]

- Plumas & Paetês Cultural

1. 2009 - Melhor samba-enredo ("A Mangueira Traz os Brasis do Brasil Mostrando a Formação do Povo Brasileiro") [17]

- Prêmio 100% Carnaval

1. 2022 - Melhor samba-enredo (Grande Rio - "Fala, Majeté! Sete Chaves de Exu") [18]

- Prêmio Feras da Sapucaí

1. 2022 - Melhor samba-enredo (Grande Rio - "Fala, Majeté! Sete Chaves de Exu") [19]

- Prêmio SASP

1. 2024 - Melhor samba-enredo (Império de Casa Verde - "Fafá - A Cabocla Mística em Rituais da Floresta")[20]

- Prêmio SRzd

1. 2022 - Melhor samba-enredo (Grande Rio - "Fala, Majeté! Sete Chaves de Exu") [21]
2. 2023 - Melhor samba-enredo (Império de Casa Verde - "Império dos Tambores – Um Brasil Afromusical") [22]
3. 2024 - Melhor samba-enredo (Império de Casa Verde - "Fafá - A Cabocla Mística em Rituais da Floresta")[23]

- Troféu Explosão in Samba

1. 2022 - Melhor samba-enredo (Grande Rio - "Fala, Majeté! Sete Chaves de Exu") [24]

- Troféu Rádio Manchete

1. 2009 - Melhor samba-enredo ("A Mangueira Traz os Brasis do Brasil Mostrando a Formação do Povo Brasileiro") [25][26]